# Numerus currens

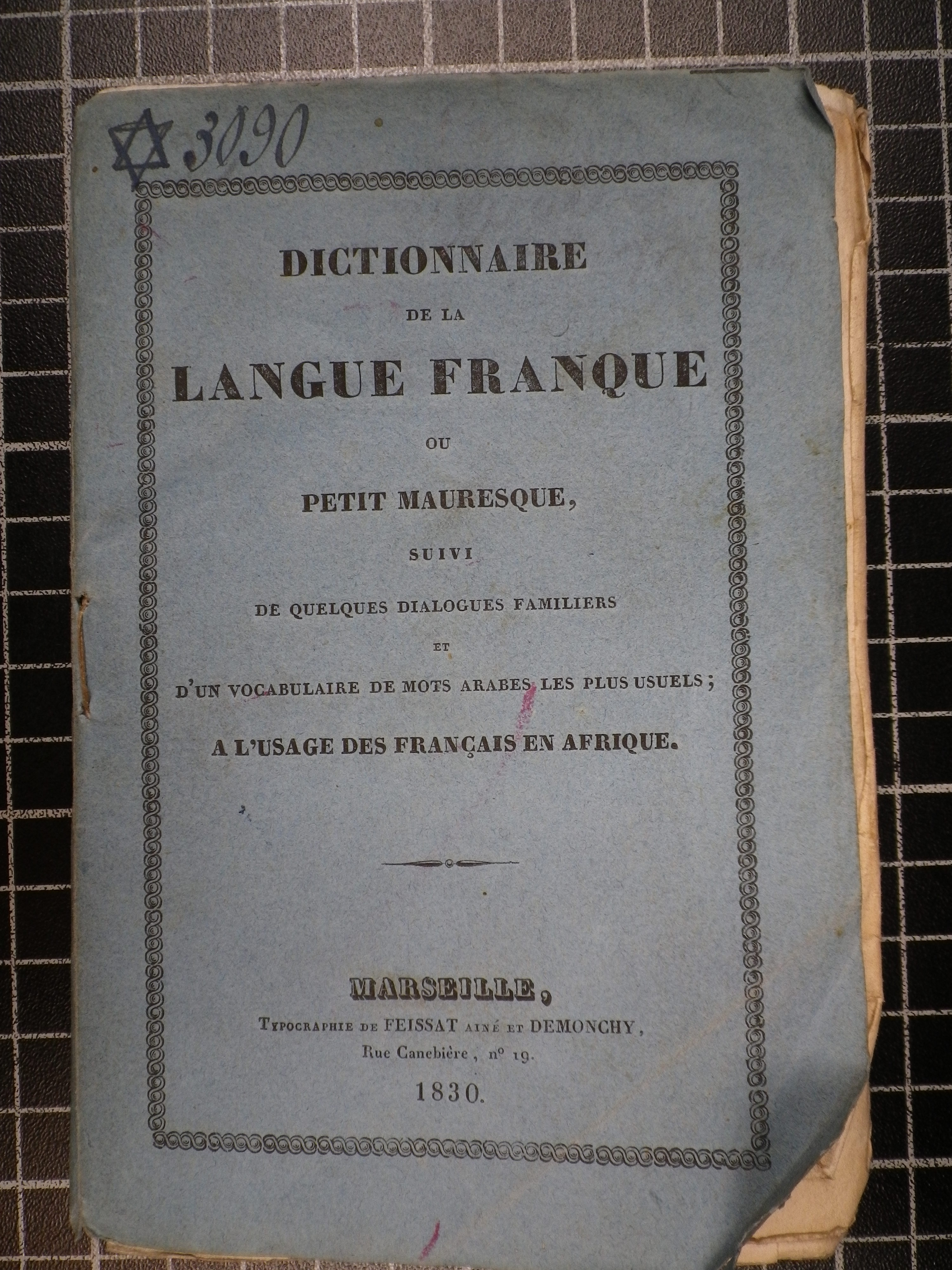
Numerus currens zaznaczony na okładce książki

Numerus currens (łac. numeracja bieżąca) – kolejność wpisywania książek do inwentarza, czasem ich ustawienie w magazynie. Jest to sposób sygnowania i ustawiania zbiorów według numerów inwentarzowych. Numer pozycji, który dostaje obiekt wpisany do księgi inwentarzowej jest zarówno sygnaturą jak i oznaczeniem miejsca w magazynie. Ustawienie zbiorów według numerus currens związane jest z oznaczeniem formatu:
- jawnym – gdzie oznaczenie formatu jest elementem składowym sygnatury. Dla poszczególnych formatów rezerwowane są odrębne ciągi inwentarzowe. Sygnatura składa się z numeru inwentarzowego oraz cyfrowego lub literowego oznaczenia formatu, np. 123456 II (liczba rzymska oznacza format).
  - zachodzącym, gdy w księgozbiorze mogą istnieć sygnatury różniące się tylko formatem, tj. 123456 II i 123456 III
  - niezachodzącym, gdy oznaczenie formatu jest niezależne od numerus currens i powyższy przypadek jest niedozwolony.
- utajonym – sygnatura nie zawiera oznaczenie formatu. Obiekty wpisywane są do księgi w jednym ciągu numeracji dla wszystkich formatów. Występuje z ustawieniem działowym lub systematycznym.